# Yo!Hey!サンデー!
Yo!Hey!サンデー!（ヨー!ヘイ!サンデー!）は、STVラジオで放送されていたラジオ番組。2016年4月3日の放送をもって終了したが、番組のコンセプトは2016年4月4日より放送を開始したしゃかりき!ようへい商店に引き継がれている。

## 概要
「日曜・娯楽の殿堂」と銘打ち、5時間通じて笑いを届ける構成のバラエティ番組となっている。熱心な番組ファンのは後述の「マツバラジオ放送局」にて風が吹けば桶屋が儲かる的な発想から娯楽の殿堂→電動→電動歯ブラシ→生活必需品→ティッシュ→ポケットティッシュときて「ポケット」と呼ぶ。
アシスタントの交代に合わせて「シーズン」を分けており、シーズン5（5代目）までとなった。
メインパーソナリティーであるようへいの故郷、北海道芦別市にある温泉施設のペアー宿泊券が月最終週、それ以外の週は「星の降るセット」がプレゼントとして聴取者に贈られ、「いきなりプレゼント」と題して、突然プレゼントを発表・募集することもある。
STVラジオCMグランプリの結果発表もこの番組で行われる。
基本的な番組内容は前番組のサンデーミュージックファイターとほぼ同じであったが、ファイターズ戦デーゲーム中継であるSTVラジオファイターズスタジアム/ぞっこんファイターズ中継は放送されなくなった。これによって、STVラジオでは2010年より土日のデーゲームで行われるファイターズ戦はホーム・ビジター共全試合、原則中継されないことが決定した。ただし、ファイターズスタジアムの中で放送されていた、中央競馬実況中継は放送している。
北海道はファイターズファンが多いためか、聴取率は前番組が2009年12月・2010年12月調査のときは1位だったが、2010年6月調査はHBCサンデーファイターズに負けて2位となった。2011年8月調査はファイターズ戦が17:00試合開始という要因もあり、野球シーズンでははじめての首位を獲得。このようなこともあり、番組開始時やファイターズ戦終了後には以下のような野球についてトークすることがある。
- 「ファイターズ戦があるので、試合のときは聞いている人はわかりませんが。」
- 「ファイターズ戦が終わったので、きっとこの番組に戻った方がいらっしゃると思います。」など。

スポンサーには、ようへいのふるさとである芦別やきらっといぶりで紹介した企業が付くことが多い。また、ようへいが「日高晤郎ショー」で中継を担当しているためか、中継先の企業がスポンサーに付くこともある。
2014年のお正月に合わせて読み札の文言はリスナーから募集し、絵札はようへい、松原えりか、スタッフが手書きで担当した「ようへいサンデーかるた」というオリジナルのかるたを作成した。
2014年8月4日、STVラジオのホームページアクセスランキングで長らく首位をキープしていた日高晤郎ショーを抜き、1位を獲得。8月17日の放送は「1位記念スペシャル」として特別放送を行った。放送では林家たい平・前川清らがお祝いメッセージを贈った。
2016年4月3日の放送で終了。後継番組は「しゃかりき!ようへい商店」。

## 主なコーナー
★がついているコーナーは「サンデーミュージックファイター」から継続。
- クイズ街中ステークス
- 季節のカオリ

季節を乗り切るための健康情報や予防法を杉尾かおりが紹介。
- ようへいのにっしょうけんめい

イベント情報の紹介や、インタビューのコーナー
- ★広げよう！北海道・食いしん坊の輪（提供：JR北海道　2014.4で提供終了し、ズームアップ北海道に改題）
- ☆ようへいのたまに見るなら（映画紹介）
- サンデークイズショー（聴取者参加型クイズ・プレゼントコーナー）
- ようへいの腹ペコ青春白書（提供：風月）

道内の高校生に電話を繋ぎ、活躍をクローズアップする。
- ワンダーワールド（都市伝説・不可思議現象・歴史ミステリーなどに迫る。月刊ムーがやたら登場）
- ★ようへいのメイチで勝負（競馬予想）

その日のメインレースの勝ち馬をようへいが予想。聴取者はその予想が当たるか外れるか投票する。シーズン2では、八木菜摘が予想を発表することもあった。
リスナーはようへいの予想がはずれるか・あたるかを予想してもらい、的中したリスナーには抽選でビールが1ケースがあたる。ビールがプレゼントであるため、20歳以上のリスナーしか応募できない決まりになっている。
- 中央競馬実況中継
- 4時曲クイズ

1時～3時までの各時間の1曲目をヒントに、4時にかかる1曲目を予想するクイズ。難易度が非常に高く、ようへい自身も「分かるわけがない」としばしば呟く。しかし正解を導き出すリスナーも現れることがあり話題となっている。なお正解者には難易度に見合わない粗品が贈られる。
- 開通!痛快!新幹線の旅

北海道新幹線の開業を機に、2016年1月からスタートしたコーナー。北海道新幹線が止まる各駅の見所や駅周辺の自慢や特産品を紹介。
- 前略ようへい様（聴取者からの手紙を紹介し、その時に合った曲を放送）
- 宅配プレゼント

その日のテーマに沿ったプレゼントと、スタッフ手作りのジオラマをセットにしてプレゼント。当選者が札幌市内近郊の場合、スタッフが直接自宅まで届けに行く。
- まちがいさがし

番組公式ホームページで毎週発表される。ようへいや松原えりからの写真の中から間違いを探し出す。正解者の中から抽選で「ようへいまんじゅう」がプレゼントされる。
- 太陽系第13惑星

本編終了後に収録されるポッドキャスト限定のオリジナル番組。ようへいと村上ディレクターがノンストップでしゃべり続ける。

### 過去のコーナー
- トレンドキャッチアイ（ニッポン放送制作）
- がんばろう北の観光地（北海道内の観光地の関係者へのインタビュー）
- 未知との遭遇

シーズン3のアシスタントだった山藤美智アナが音楽を紹介
- レインディアの不動産（物件情報紹介）
- もしもしようへいさん（聴取者に電話をかけてインタビュー）
- マツバラジオ放送局

架空のラジオ局である「マツバラジオ放送局」が独自の視線で様々な話題を提供する。ようへいは当初ラジオを聴いているリスナーの設定だったが、後にゲストとして出演していた。毎週奇想天外な企画が飛び出す名物コーナー。
2014年9月20日の放送には日高晤郞が登場した。
- カオリスギオのあべこべ相談室

杉尾かおりの悩みをリスナーが解決していくというリスナー参加型コーナー。
- 小樽海だより
- きらっといぶり（洞爺湖サミットを機にスタート。胆振地区の特産品紹介）

## イベント
- 「ようへいファーム」

芦別市で農家をやっている人から土地を借りて農作物を育てる。収穫した野菜は番組プレゼントとなる。
- 「ようへいマンデー」（2011年1月10日開催）
- 「馬に落語に氷濤まつり 1泊2日ようへい付き!」

STVラジオが2010年冬に開催しているバスツアー企画の一環で行ったもの。
- 「ようへいサンデー夏の陣～EBE-1グランプリの巻」（2011年7月3日開催）

番組史上初となる全編公開生放送。江別市から観客を前に行った。
- 「ようへいサンデー　～がんばろう!北の観光地スペシャル～」（2012年1月29日開催）

2回目の公開生放送。札幌市地下歩行空間の北3条交差点広場で行った。
- 「ようへいサンデーin芦別　故郷芦別で錦を飾れるのかの巻」（2012年8月19日開催）

3回目の公開生放送。道の駅、芦別スタープラザから放送。
- 「ようへいサンデー　～あったか北の観光地スペシャルinチカホ～」（2012年12月2日開催）

札幌市地下歩行空間で開催した道内各市町村の観光PRイベントの会場から放送。福岡国際マラソン放送のため、11:30 - 12:00と14:30 - 17:00の2部構成となった。
- 「ようへいサンデー夏の陣～ふるさと芦別に飾った錦、まだ残ってますかの巻～」（2013年7月21日開催）

芦別駅前広場「健夏まつり」の会場から放送。リスナー参加による「芸は身を助けまステージ」は、地元高校生の変顔が優勝を果たした。
- 「太陽系第13惑星　公開録音inあかなら」（2013年10月14日開催）

ポッドキャスト番組「太陽系第13惑星」初となる公開録音イベント。富良野市の喫茶店あかならには50人以上のファンが駆け付けた。
- 「ようへいサンデーバスツアー　～競馬に温泉、海の幸!日高の旅はうまかったーの巻～」（2013年11月12日～13日開催）

2度目となるバスツアー。門別競馬場をはじめ、ようへいの趣味に沿った旅程が組まれた。
- 「ようへいサンデー冬の陣　～冬のぽかぽか温泉地めぐりinサッポロファクトリー」（2013年12月8日開催）

サッポロファクトリーのアトリウムから全編公開生放送。スタンプラリーなどのイベントも同時開催された。
- 「ようへいサンデー夏の陣　～ふるさとに飾った錦、そろそろ出す時期ですよの巻～」（2014年9月7日開催）

芦別からの公開生放送は3回目だが、会場として初めて芦別温泉スターライトホテル前のグラウンドが使われた。ゲストに前川清さんが駆け付けたが歌のステージの間のみ激しい雨に見舞われた。ちなみに、ステージが終わると雨は上がり、会場の上空には虹が出た。また「まちなかステークス」のコーナーではグラウンドを使用して徒競走が行われたが、大方の予想を裏切り、ようへいが１位に輝いた。会場には地元の特産品を扱う販売店とが並ぶ中、番組のオリジナルグッズとして「オリジナルタオル」と「オリジナル湯呑み」が販売され、放送開始後まもなく完売した。

## 出演者
- ようへい（本名：堀川陽平）
- 杉尾かおり（本名：杉尾香織）

### 過去の出演者
- 石岡愛美（元STVのランラン号のレポーター）

番組スタート - 2011年4月3日
- 八木菜摘（元STVアナウンサー・現在は報道制作局報道部記者）

2011年4月10日 - 2012年4月1日
2014年11月にも代打でアシスタントを務めたことがある。
- 西森ちほ（元STVアナウンサー･代打）

代打でアシスタントを務めたことがある。「Yo!Hey!サンデー」のリスナーであり、「大好きな番組」と発言。
- 山藤みち（元STVアナウンサー）

2012年4月8日 - 9月30日
- 松原えりか（元STVアナウンサー）

2012年10月7日 - 2015年3月29日
現在は提供クレジット読みやナレーションを担当。
- 小山悠里（STVアナウンサー･代打）

2014年11月に松原江里佳の代打でアシスタントを務めたことがある。

## スタッフ
- 村上安昌

番組のメインディレクター。太陽系第13惑星ではようへいの相手役も務める。特技は即興サザエさん。好物はコーヒー牛乳。
- 永井茂夫

通称「しげ兄」。宅配プレゼントのジオラマ製作を手掛け、自らリスナーのもとへ届けに行く。「ようこそ!洋二の部屋」も担当。
- 山口苑大

音声卓担当ディレクター。「藤井孝太郎のログイン!よる☆PA」も担当し、チョッパーディレクターの愛称を持つ。

## 備考
- 松原えりかはこの番組の1時間前のテレビ番組「たびばん」に出演しており、ようへいの番組でもしばしば話題になることがある。
- エンディングテーマは『「シムソンズ」オリジナル・サウンドトラック』より『Raise』を使用していた。

## 放送時間
- 12:00 - 17:00（2012年4月8日 - ）
- 福岡国際マラソン（KBCラジオ制作）の中継があるときは14:30 -
- 野球中継がナイトゲームの場合は - 16:30

### 過去の放送時間･特別編成
- 12:30～17:00（2010年4月11日 - ）
  - 2010年9月26日は「ファイターズスタジアム」を放送するために15:00にて放送終了。ただし、競馬中継の関係で15:00以降も出演
  - 2011年8月28日は13:00 - スタート
- 2012年12月2日は11:30 - 12:00、14:30 - 17:00
- 同年12月16日はSTVラジオ開局50周年特番の放送のため11:56 - 12:00にようへいが50周年特番の感想を述べる「Yo!Hey!サンデー!特別編」を放送したあと、12:30 - の放送
- 2013年6月9日はNRN独占カード「ヤクルトvs日本ハム」を放送するため、12:30 - 14:57

特別番組を放送するときは12:00 - 16:30まで放送することもある。
- 2016年1月3日は12:00 - 14:45の短縮放送。
- 2016年3月27日は14:00 - 17:00の短縮放送。 - 12:00 - 14:00でニッポン放送との共同制作『ニッポン放送・北海道新幹線開業スペシャル 中村こずえのみんなでニッポン日曜日in函館』を放送したため。ようへいはこちらにも出演。